# Nathan Seiberg
Nathan Seiberg   (Tel-Aviv, 22 de setembre de 1956), Nathan "Nati" Seiberg és un físic teòric estatunidenc-israelià que treballa en teoria de cordes. És actualment professor a l'Institut d'Estudis Avançats de Princeton (Nova Jersey, Estats Units).
Les seves contribucions a la física matemàtica inclouen:
- Les fundacions matemàtiques de teories conformes 2-dimensionals racionals i la categorització de tensors modulars, amb Gregory Moore.
- Descoberta d'alguns dels primers exemples de teories "Duals de Seiberg".
- Primers articles dels anys 1990s sobre l'aplicació de holomorfisme a càlculs en teories de gauge amb supersimetria.
- Articles sobre la dualitat forta-feble (dualitat S) en el context de teories de gauge supersimètriques.
- Articles sobre la solució completa de teories gauge supersimètriques amb N = 2 en quatre i tres dimensions
- Amb Edward Witten, anàlisi de l'aparició de geometries no-commutatives en teories amb cordes obertes, i identificació d'un límit a baixes energies de la dinàmica de corda oberta amb teories quàntiques de camp no-commutatives.
- Teoria OM (amb Andrew Strominger, Shiraz Minwalla i Rajesh Gopakumar)[1]
- Amb Witten, T. Senthil i altres, càlculs sobre teories de Chern-Simons i dualitats de teories de camp no supersimètriques aplicades a teoria de la matèria condensada.

Seiberg ha rebut nombrosos premis, entre els quals una MacArthur Fellowship el 1996 i el Premi Dannie Heineman de Física Matemàtica el 1998. El 2012, va rebre un dels primers Premi de Física Fonamental creats pel físic i empresari Yuri Milner. El 2016, va rebre la Medalla Dirac de l'ICTP.